# Bussy (Cher)
Bussy és un municipi francès, situat al departament de Cher i a la regió de Centre – Vall del Loira. L'any 2007 tenia 368 habitants.

## Demografia

### Població
El 2007 la població de fet de Bussy era de 368 persones. Hi havia 148 famílies, de les quals 36 eren unipersonals (24 homes vivint sols i 12 dones vivint soles), 48 parelles sense fills, 52 parelles amb fills i 12 famílies monoparentals amb fills.
La població ha evolucionat segons el següent gràfic:
Habitants censats

### Habitatges
El 2007 hi havia 191 habitatges, 149 eren l'habitatge principal de la família, 25 eren segones residències i 17 estaven desocupats. 187 eren cases i 3 eren apartaments. Dels 149 habitatges principals, 100 estaven ocupats pels seus propietaris, 47 estaven llogats i ocupats pels llogaters i 2 estaven cedits a títol gratuït; 7 tenien dues cambres, 26 en tenien tres, 29 en tenien quatre i 87 en tenien cinc o més. 105 habitatges disposaven pel capbaix d'una plaça de pàrquing. A 69 habitatges hi havia un automòbil i a 69 n'hi havia dos o més.

### Piràmide de població
La piràmide de població per edats i sexe el 2009 era:
| Homes | Edats   | Dones |
| ----- | ------- | ----- |
| 0     | 95 o +  | 0     |
| 0     | 90 a 94 | 0     |
| 0     | 85 a 89 | 4     |
| 8     | 80 a 84 | 0     |
| 20    | 75 a 79 | 12    |
| 12    | 70 a 74 | 8     |
| 16    | 65 a 69 | 12    |
| 4     | 60 a 64 | 16    |
| 8     | 55 a 59 | 8     |
| 8     | 50 a 54 | 8     |
| 16    | 45 a 49 | 4     |
| 12    | 40 a 44 | 16    |
| 16    | 35 a 39 | 24    |
| 20    | 30 a 34 | 8     |
| 12    | 25 a 29 | 8     |
| 8     | 20 a 24 | 8     |
| 16    | 15 a 19 | 12    |
| 12    | 10 a 14 | 20    |
| 0     | 5 a 9   | 24    |
| 8     | 0 a 4   | 8     |

## Economia
El 2007 la població en edat de treballar era de 233 persones, 175 eren actives i 58 eren inactives. De les 175 persones actives 163 estaven ocupades (89 homes i 74 dones) i 13 estaven aturades (4 homes i 9 dones). De les 58 persones inactives 21 estaven jubilades, 16 estaven estudiant i 21 estaven classificades com a «altres inactius».

### Ingressos
El 2009 a Bussy hi havia 146 unitats fiscals que integraven 358 persones, la mediana anual d'ingressos fiscals per persona era de 17.911 €.

### Activitats econòmiques
Dels 16 establiments que hi havia el 2007, 1 era d'una empresa alimentària, 1 d'una empresa de fabricació d'elements pel transport, 6 d'empreses de construcció, 1 d'una empresa de comerç i reparació d'automòbils, 1 d'una empresa d'hostatgeria i restauració, 2 d'empreses immobiliàries, 2 d'empreses de serveis i 2 d'empreses classificades com a «altres activitats de serveis».
Dels 7 establiments de servei als particulars que hi havia el 2009, 1 era un guixaire pintor, 2 lampisteries, 1 electricista, 2 restaurants i 1 saló de bellesa.
L'únic establiment comercial que hi havia el 2009 era una fleca.
L'any 2000 a Bussy hi havia 13 explotacions agrícoles.

## Poblacions més properes
El següent diagrama mostra les poblacions més properes.